# Draba tichomirovii
Draba tichomirovii är en korsblommig växtart som beskrevs av Yury Pavlovich Kozhevnikov. Draba tichomirovii ingår i släktet drabor, och familjen korsblommiga växter. Inga underarter finns listade i Catalogue of Life.